# 4439 Muroto
4439 Muroto (1984 VA) là một tiểu hành tinh vành đai chính được phát hiện ngày 2 tháng 11 năm 1984 bởi Tsutomu Seki ở Geisei.